# Хилдебранд фон Рехберг
Хилдебранд фон Рехберг (на немски: Hildebrand (Hiltprand) von Rechberg; † сл. 1226, fl 1194 – 1226) от благородническия швабски род Рехберг, е господар на Хоенрехберг (при Швебиш Гмюнд), херцогски маршал на Херцогство Швабия.

## Произход
Той е син на Улрих фон Рехберг († сл. 1205) и съпругата му Аделхайд/Едилхардис фон Рамис († сл. 1205). Брат е на Зигфрид III фон Рехберг († 23 август 1227, Бриндизи), епископ на Аугсбург (юни 1208 – 1227). Сестра му Аделхайд фон Рехберг († сл. 1221) е омъжена за Хайнрих Трухсес фон Валдбург († 1208).
Родът е издигнат през 1577 г. на фрайхерен, а през 1607 г. на графове.

## Фамилия
Хилдебранд фон Рехберг се жени за маршалка Анна фон Папенхайм († сл. 1237), вер. дъщеря на маршал Хайнрих фон Папенхайм и Анна фон Бибербах. Те имат четирима сина:
- Улрих фон Рехберг († сл. 1215)
- Конрад I фон Рехберг „Монакус“ († пр. 1293, fl 1235), господар на Хоенрехберг и Рехбергхаузен, женен за Йохана фон Лихтенберг
- Улрих I фон Рехберг († сл. 1215)
- Вернер фон Рехберг († 18 февруари 1256)